# Mid Sussex
Mid Sussex es un distrito no metropolitano del condado de Sussex Occidental (Inglaterra). Tiene una superficie de 334,02 km². Según el censo de 2001, Mid Sussex estaba habitado por 127 378 personas y su densidad de población era de 381,35 hab/km².